# Ramón Rey Baltar
Ramón Rey Baltar (Padrón, La Coruña, España, 5 de septiembre de 1882 – Gerli, Argentina, 3 de julio de 1969) fue el pionero de la poesía civil en el exilio y autor de la primera obra literaria centrada en los desastres de la guerra civil española. También destacó por su trabajo en el ámbito del periodismo, que desenvolvió tanto en su tierra natal como en la emigración.

## Datos biográficos
Nació en el seno de una familia acomodada, lo que le permitió cursar la carrera de medicina en la Universidad de Santiago de Compostela. Licenciado en junio de 1904, ejerció como médico municipal en Padrón, pero el desenvolvimiento de su profesión se vio obstaculizado por motivos políticos (sus ideas liberal-progresistas y sus artículos periodísticos críticos con el caciquismo fueron las principales causas del truncamiento de su carrera profesional). Tras abandonar la plaza de médico en 1910, se incorporó como facultativo de los servicios de inmigración, lo que le llevó a realizar una serie de viajes a Argentina hasta su definitivo asentamiento en Buenos Aires, en el año 1914. Allí revalidó su titulación y comenzó a trabajar como médico en la Sociedad Española de Socorros Mutuos en 1915. Nueve años más tarde, Rey Baltar pasó a dirigir la Sala de Primeros Auxilios de Gerli Este.
Junto con Luís Seoane, Arturo Cuadrado y otros exiliados fundó la logia Antolín Faraldo de Buenos Aires (en esta asamblea masónica participaron personalidades como Elpidio Villaverde, Eduardo Blanco Amor y Gumersindo Sánchez Guisande), responsable del impulso y creación de nuevas editoriales, de iniciativas culturales y del Fogar Galego para Anciáns de Doncelar, del que Rey Baltar fue presidente durante dos años (1956 - 1958).
Cuando Castelao llegó al continente americano tras la derrota de las fuerzas republicanas, el escritor padronés propuso la disolución del Partido Galeguista, pues desde su punto de vista al asentarse en España una dictadura en la que no se celebrarían elecciones era innecesario un partido político. Sin embargo, participó de forma activa en la fundación y puesta en marcha de la Irmandade da Fala de Buenos Aires, de la que fue presidente.
Desde el momento en el que a Castelao se le diagnosticó una enfermedad irreversible y como médicos que eran, Gumersindo Sánchez y Ramón Baltar acompañaron a este hasta el día de su fallecimiento. Murió con 87 años, en la ciudad de Gerli.

## Labor periodística
Con la colaboración de Castelao y de Rafael Dieste fundó en Rianjo, en el año 1910, el periódico de tendencia anticaciquil y maurista El Barbero Municipal en el que mantenía una columna satírica bajo el pseudónimo de Verduguillo. En su primera etapa en Buenos Aires, dirigirá el periódico A Nosa Terra, en el que aparecen sus sátira políticas firmadas, nuevamente, con el apodo de Verduguillo.

## Obra poética
En el año 1939 publicó A gaita a falare (Lembranzas e maldicións. Poema), siendo el primer libro escrito en lengua gallega que trataba sobre los desastres de la guerra civil española y el que constituyó uno de los textos precursores de la poesía civil que luego desenvolverán en el continente americano Luís Seoane y Lorenzo Varela. Las ilustraciones del libro fueron realizadas por reconocidos artistas gallegos que se encontraban en aquella época en Buenos Aires (como Castelao, Luís Seoane y Manuel Colmeiro), y el prólogo fue redactado por Rafael Dieste, mientras que la publicación del mismo fue obra de la Central Galega d´Áxuda ao Fronte Popular Hespañol como mecanismo de recaudación de fondos para el bando republicano.
Durante la creación de esta obra poética, el mismo Ramón Rey enviará una serie de poemas a la revista Nova Galicia que codirigían en Barcelona Castelao, Rafael Dieste y Ramón Suárez Picallo.

Galicia. Hoxe non eres a de antes (fragmento)

A Inquisición ergue a croca

pior que na Idade Meia,

i-unha bandada de corvos

arredor voa da presa.

Matarifes alquilados,

banqueiros, xente de igrexa,

señoritos lacazáns

i-a máis inmunda raleia.

¡Probe Galiza, que sangras

por mil feridas abertas!

¡Malia qénes che as fixeron!

¡Malia quénes che encadean!
Ramón Rey Baltar